# Balgstädt
Balgstädt ist eine Gemeinde im Burgenlandkreis im Süden von Sachsen-Anhalt. Sie gehört der Verbandsgemeinde Unstruttal an, die ihren Verwaltungssitz in der Stadt Freyburg (Unstrut) hat.

## Geografie

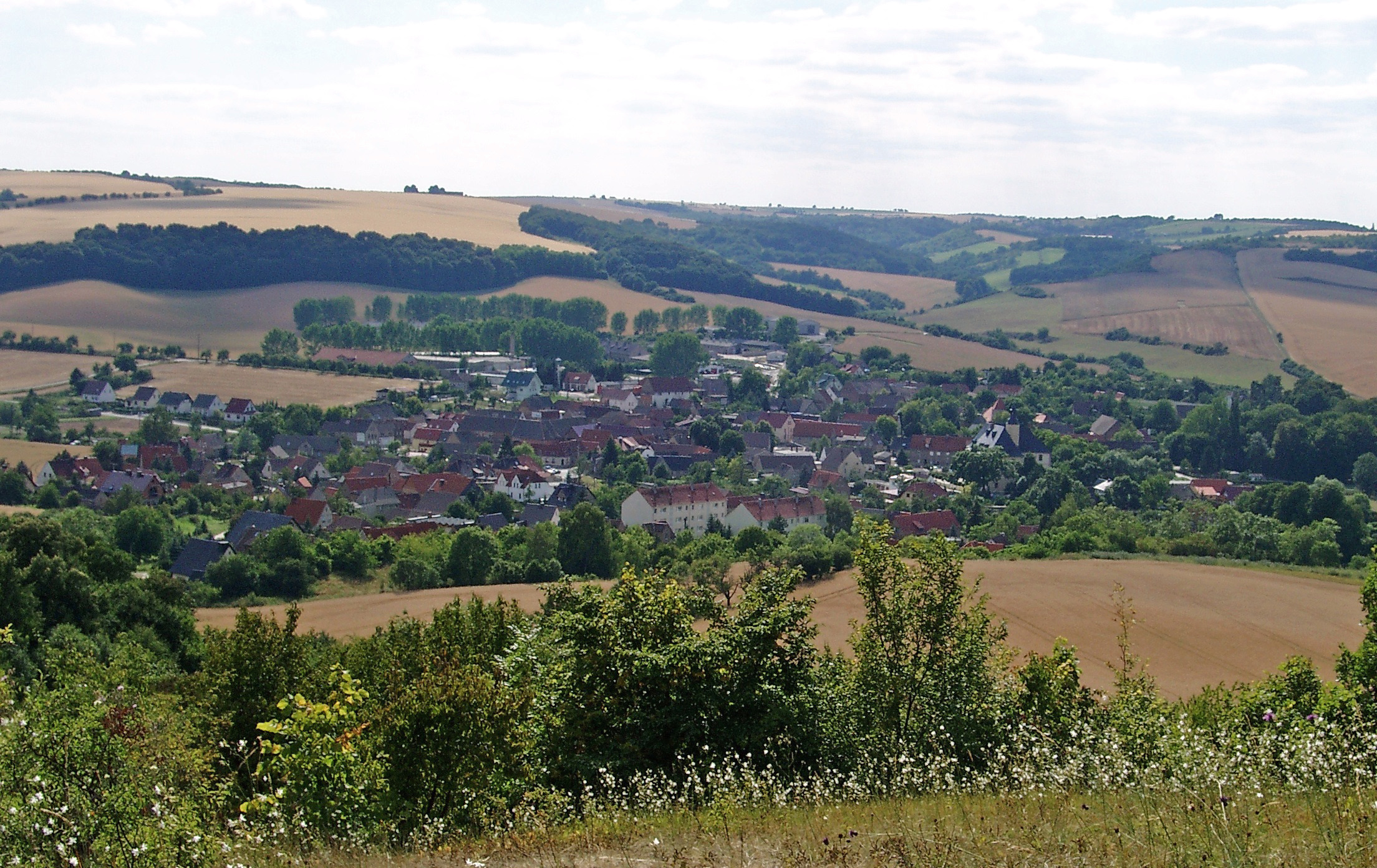
Blick vom Hang der Rödel-Berge auf Balgstädt

Balgstädt liegt im Tal des Unterlaufs der Unstrut, acht Kilometer vor deren Mündung in die Saale, an der Einmündung des Hasselbaches. Die Gemeinde ist Teil des Naturparks Saale-Unstrut-Triasland, in dessen Zentrum sie liegt. Sie liegt außerdem am westlichen Rand des Weinbaugebiets Saale-Unstrut. Benachbarte Gemeinden sind Freyburg, Naumburg (Saale), Lanitz-Hassel-Tal, An der Poststraße, Bad Bibra und Laucha an der Unstrut.
Ortsteile der Gemeinde sind Balgstädt, Burkersroda, Dietrichsroda, Größnitz, Hirschroda und Städten.

## Geschichte

Wappen derer von Balgstedt (1152–1397 Herren auf Balgstädt)

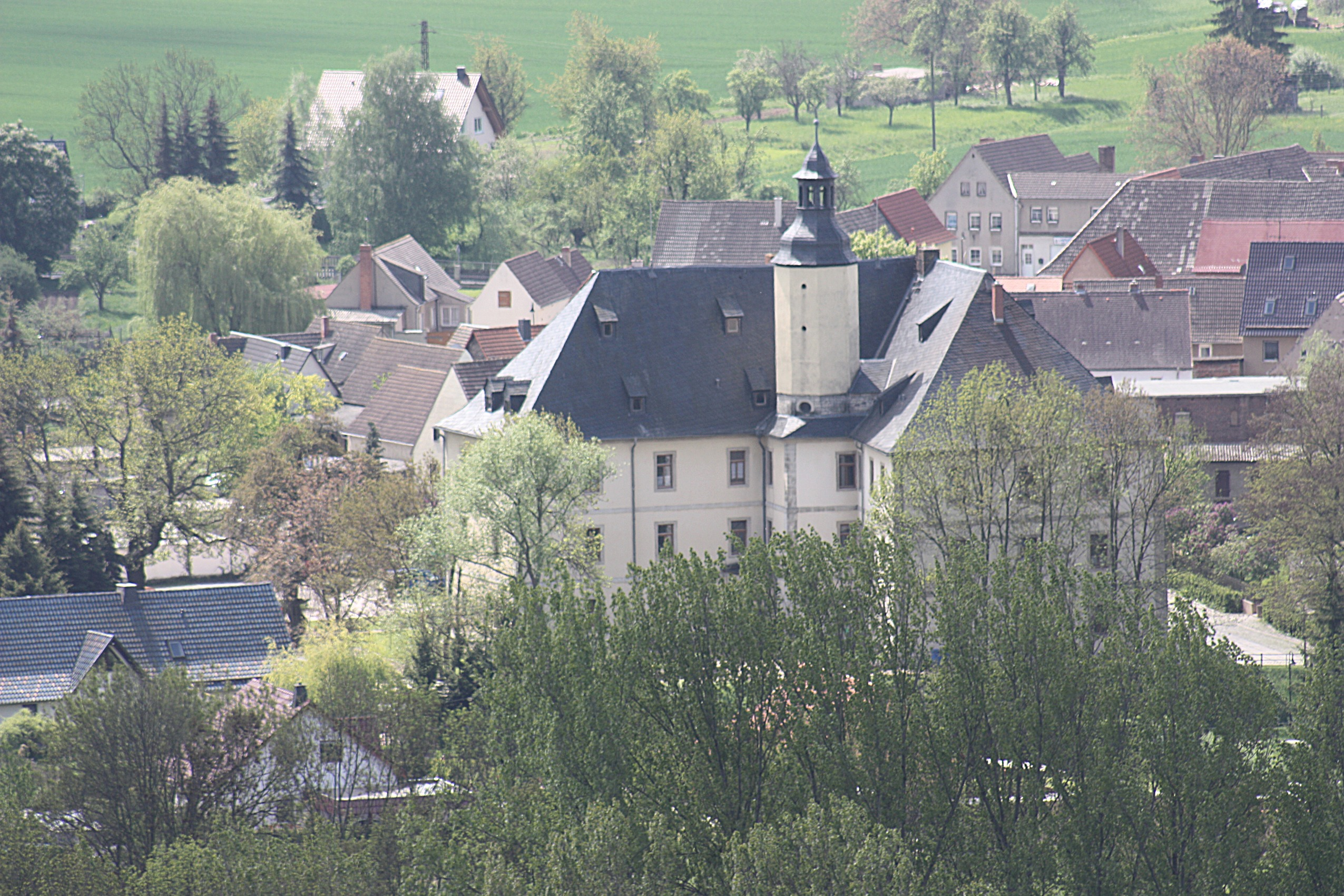
Schloss Balgstädt

Balgstädt auf einer Karte von Freyburg und Umgebung (Ausschnitt, 1815)

Im Verzeichnis der Güter des vom Erzbischof Lullus von Mainz († 786) gestifteten Klosters Hersfeld wird Balgestat genannt. Das zweite Mal urkundlich erwähnt wird der Ort in dem zwischen 881 und 899 entstandenen Hersfelder Zehntverzeichnis als im königlichen Besitz befindlich, wobei der Zehnt dem Kloster zustand.
Erstmals im Besitz des ottonischen Königshauses erscheint Balgesteti im Jahr 943, als Otto der Große am 24. Mai in einer hier ausgestellten Urkunde dem Abt Hadamar für dessen Kloster Fulda Immunität und Schutz bestätigte. Im Königshof Balgstädt weilte im Sommer 975 auch Ottos Sohn und Nachfolger Otto II. Letztmals weilte mit Heinrich II. im Herbst 1013 ein König in Balgstädt. Am 17. Dezember 1032 überließ Kaiser Konrad II. den Königshof Balchestat dem Bistum Naumburg.
Das uradlige thüringische Geschlecht derer von Balgstedt, das hier seinen Stammsitz hatte, wird erstmals 1152 erwähnt. Es befanden sich zwei Burgen im Ort. Beide Burgstellen waren viereckig mit umgebendem Wassergraben. Das ehemalige Rittergut liegt im Norden des Dorfes am Übergang der Unstrutaue in das langsam nach Süden ansteigende Gelände, das rechteckige Schlossgelände war von einem gleichlaufenden Graben umgeben. Hier wird die Wasserburg der Familie von Balgstedt vermutet. Nordwestlich des Gutes liegt zwischen dem Dorf und der Eisenbahnstrecke eine weitere unregelmäßige, viereckige Burgfläche, die mit einem zum Teil noch mit Wasser gefüllten, schmalen Graben umgeben ist und den Flurnamen Wahl trägt. Geländeform und Flurname sind typisch für eine Turmhügelburg, wie sie seit dem 13. Jahrhundert in Mitteldeutschland in großer Zahl angelegt wurden. Ob eine der beiden Burgen an der Stelle des einstigen ottonischen Königshofs errichtet wurde, ist unbekannt. 1252 werden die Herren von Balgstedt als stifts-naumburgische Ministerialen genannt. 1397 wird eine der Burgen von den Thüringer Landgrafen Friedrich IV. dem Streitbaren und Wilhelm I. dem Einäugigen gebrochen und abgetragen. Die von Balgstedt, die Landfriedensbruch und Straßenräuberei begangen haben sollen, wurden vertrieben.
1404 wird Markgraf Friedrich der Streitbare vom Bischof Ulrich II. von Naumburg mit Balgstedt, Wiehe, Memleben, Heßler, Weißenfels, und anderen Orten belehnt. Noch 1422 lag die Burg Balgstedt in Trümmern. 1442 belehnten die Markgrafen die Herren von Neustadt (bei Oechlitz) mit Balgstädt, 1563 wurde einer der beiden hier bestehenden Edelhöfe an die Herren von Ebeleben verkauft. Im Jahre 1566 hauste in Balgstedt die Pest und erneut 1626. 1588 erscheint als Schlossherr Wolff von Creutzen. 1589 wurde der Ort Balnstedt geschrieben. Damals lebten 34 besessene Mann, darunter 29 Gärtner und fünf Anspänner im Ort. Alle Gerichte im Dorf und der Dorfflur mit Ausnahme der Landstraße, der heutigen B 176, standen zu jener Zeit Wolf von Creutzen zu.
1616 erwarben die Herren von Heßler das Gut. 1636 kam es zu Plünderungen durch die Soldaten des schwedischen Feldherrn Johan Banér. Der Obrist Hans Friedrich von Heßler († 1667) erbaute das Schloss neu und zog von Burgheßler hierher. 1728 erwarb der Sachsen-Weißenfelsische Geheimrat Karl Dietrich Leberecht von Schieck das Gut, 1744 wurde es wegen Nachlassüberschuldung von den Erben an den kurfürstlichen Oberforstmeister Hans Ernst von Sperling verkauft, der 1767 geadelt wurde. 1757 kam es im Siebenjährigen Krieg zu Plünderungen und wiederum in den Napoleonischen Kriegen, im Herbst 1813 passierte der Kaiser selbst beim Rückzug seiner geschlagenen französischen Armee den Ort.
Bis 1815 war Balgstädt ein Amtsdorf im sächsischen Amt Freyburg. Durch die Beschlüsse des Wiener Kongresses kam Balgstädt 1815 zu Preußen und wurde 1816 dem Landkreis Querfurt im Regierungsbezirk Merseburg der Provinz Sachsen zugeteilt, zu dem er bis 1944 gehörte.
Um das Jahr 1900 umfasste Balgstädt 37 Haushalte, davon wurden acht von Landwirten geführt. Das Rittergut gehörte Walter von Sperling und war an Bernhard Jacob verpachtet. Der Ort verfügte außerdem über eine Kirche, eine Schule, an der zwei Lehrer angestellt waren, zwei Gasthöfe, eine Haltestelle für Regionalbahnen sowie eine Schleusenmeisterei.
1927 hatte Balgstädt 551 Einwohner.
Durch die Bodenreform von 1945/46 wurde das Rittergut der Familie von Sperling enteignet und in 42 Neubauernhöfe aufgeteilt.
Eingemeindungen
Am 30. Juni 2009 wurde die vormals eigenständige Gemeinde Burkersroda eingemeindet. Hirschroda und Größnitz kamen einen Tag später hinzu.

## Sehenswürdigkeiten

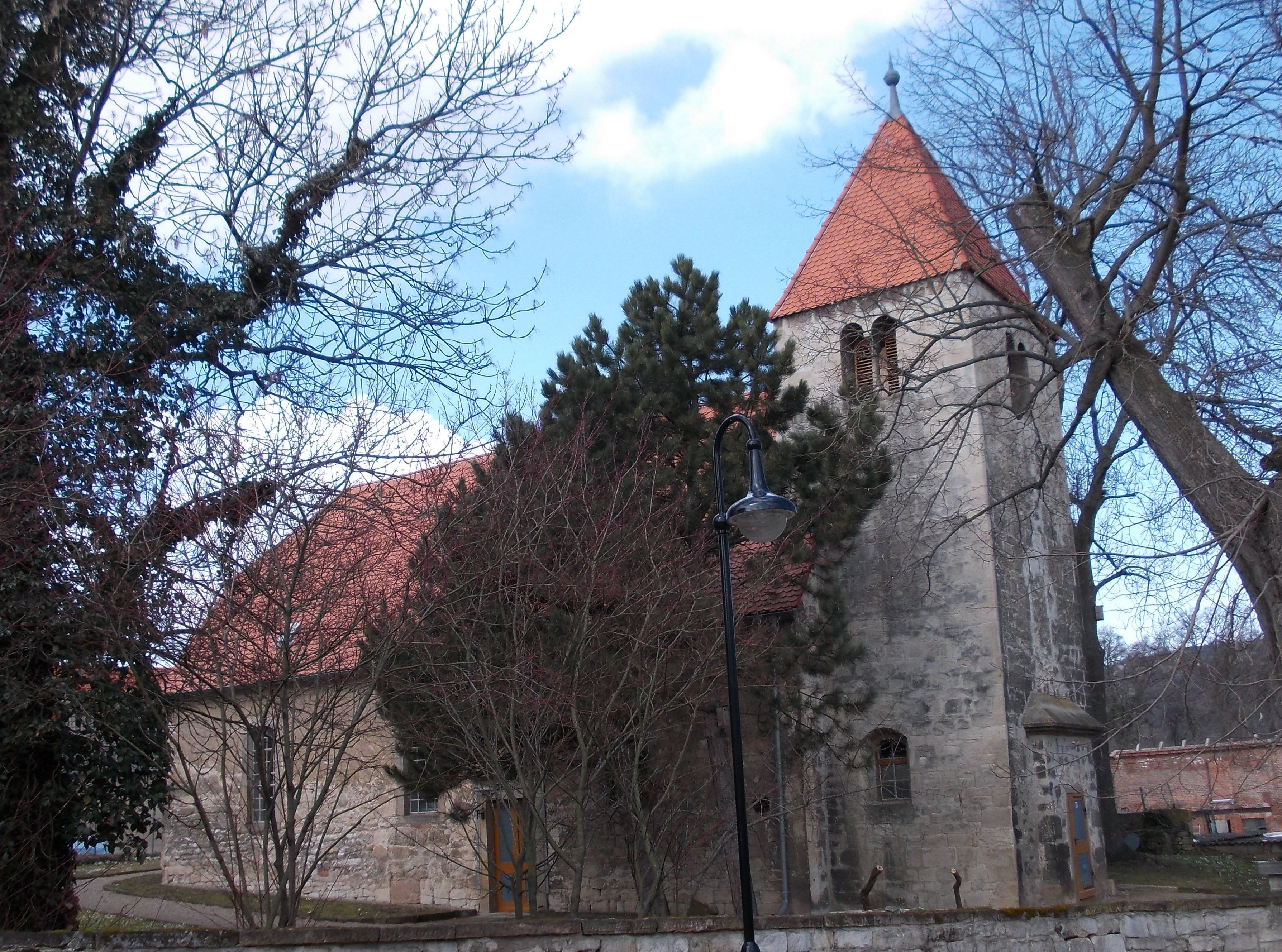
Kirche in Balgstädt

### Dorfkirche
Die Dorfkirche aus dem Jahr 1739 umfasst einen spätromanischen, querrechteckigen Chorturm, welche vermutlich noch von einem Vorgängerbau erhalten blieb. Im rechteckigen Kirchenschiff befinden sich doppelgeschossige hölzerne Emporen, im Nordosten die ehemalige Herrschaftsloge. Gegenüber dieser findet sich ein Brustbild des Georg Rudolf von Heßler (1641–1687) mit Wappenschilden. Der hölzerne Kanzelaltar stammt aus der Zeit des Baus des Kirchenschiffes. Der Korb besitzt eine Schriftkartusche zwischen korinthischen Pilastern mit Akanthuswangen, die seitlich stehenden unterlebensgroßen Schnitzfiguren zeigen Moses und Johannes den Täufer und stammen aus dem 17. Jahrhundert.

### Schloss

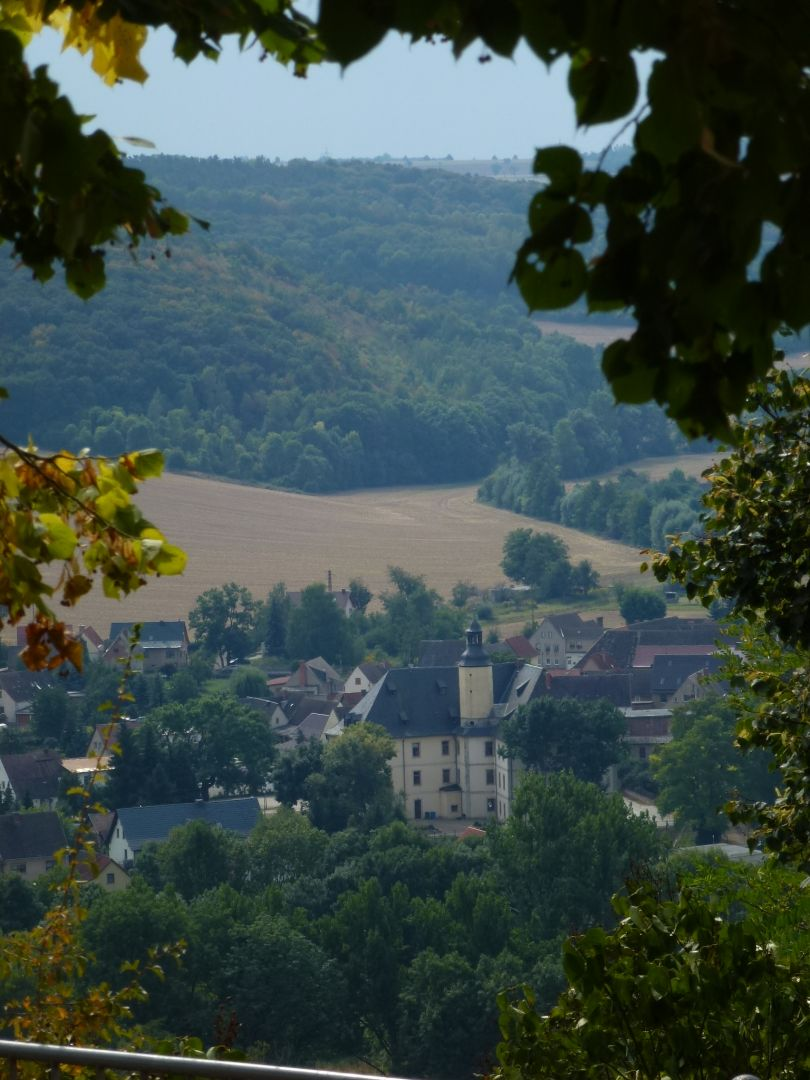
Blick von Zscheiplitz auf Schloss Balgstädt

## Wirtschaft und Infrastruktur
Neben der aus der ehemaligen LPG hervorgegangenen Agrargenossenschaft, einer Schornstein- und Feuerungsbaufirma sowie einem Weingut gibt es noch mehrere selbstständige Gewerbetreibende. Ein ebenfalls nicht zu unterschätzender Wirtschaftsfaktor ist der Tourismus.

### Tourismus
Balgstädt profitiert hauptsächlich von seiner Lage und den Sehenswürdigkeiten in seiner Umgebung wie der Klosterruine Zscheiplitz auf dem Hang an der gegenüberliegenden Flussseite, der Neuenburg in Freyburg, der Zeddenbachmühle und anderen.
Der Freizeit- und Tourismusverein bietet neben Übernachtungen auch Fahrrad- und Kanutouren sowie geführte Wanderungen in das nahe gelegene Orchideengebiet an.

### Verkehr
Durch Balgstädt führt die Bundesstraße 176 von Bad Bibra nach Freyburg. Von dort führt dann die Bundesstraße 180 zur knapp zehn Kilometer entfernten Kreisstadt Naumburg (Saale).
Der Ort besitzt außerdem einen Haltepunkt an der Unstrutbahn und wird stündlich von der Linie RB 77 Naumburg Ost–Wangen bedient.

## Persönlichkeiten
- Otto von Sperling (* 1821 in Balgstädt; † 1915 in Wiesbaden), preußischer Generalleutnant